# Sinara Silveira Vieira
Sinara “Sinarinha” Silveira Vieira (Imbituba, 22 de novembro de 1997) é uma jogadora de futebol brasileira.
Sinarinha foi revelada pelo Avaí Kindermann, clube pelo qual conquistou a Copa do Brasil. Também tem passagem pelo Iranduba da Amazônia onde conquistou mais três vezes o estadual e disputou a Copa Libertadores.